# سیارک ۲۵۳۶۵
سیارک ۲۵۳۶۵ (به انگلیسی: 25365 Bernreuter، نامگذاری:1999TC27) بیست و پنج هزار و سیصد و شصت و پنجمین سیارک کشف شده‌است که در ۳ اکتبر ۱۹۹۹ کشف شد.
قدر مطلق سیارک برابر ۱۸.۶ است.